# Zistensänger (Gattung)
Die Zistensänger (Cisticola) sind eine Gattung kleiner Singvögel aus der Familie der Halmsängerartigen. Es werden derzeit 51 Arten unterschieden.

## Beschreibung
Bei dieser Gattung handelt es sich um ziemlich kleine Vögel, die sich von Insekten ernähren. Lediglich zwei Arten finden sich außerhalb Afrikas. Diese Gattung ist meistens ein Standvogel. Da die Vögel klein und bräunlich gefiedert sind, werden sie leichter gehört als gesehen. Der Gesang ist ein gutes Unterscheidungsmerkmal, viele Arten werden auch nach ihrer Lautäußerung benannt. Die Männchen sind polygam.

## Systematik
Die Gattung wurde durch den deutschen Naturforscher Johann Jakob Kaup im Jahre 1829 aufgestellt. Die Typus-Art der Gattung ist der Zistensänger (Cisticola juncidis). Der Name kommt von altgriechisch κίσθος kisthos, deutsch ‚Zistrosengewächse‘ und lateinisch colere ‚wohnen, bewohnen‘.
Folgende Arten sind bekannt: Deutsche Vogelnamen – sofern nicht anders erwähnt – nach H. Barthel und Mitarbeiter.
- Rotgesicht-Zistensänger, Cisticola erythrops
- Rostflügel-Zistensänger, Cisticola cantans
- Pfeifzistensänger, Cisticola lateralis
- Miombozistensänger, Cisticola woosnami
- Waldzistensänger, Cisticola anonymus
- Angolazistensänger, Cisticola bulliens
- Gebirgszistensänger, Cisticola hunteri
- Farnzistensänger, Cisticola chubbi
- Kilomberozistensänger[7], Cisticola bakerorum[8]
- Schwarzzügel-Zistensänger, Cisticola nigriloris
- Langschwanz-Zistensänger, Cisticola aberrans
- Felsenzistensänger, Cisticola emini
- Rotscheitel-Zistensänger, Cisticola chiniana
- Boranzistensänger, Cisticola bodessa
- Njombezistensänger, Cisticola njombe
- Grauzistensänger, Cisticola cinereolus
- Tanazistensänger, Cisticola restrictus
- Rotschwanz-Zistensänger, Cisticola rufilatus
- Bergzistensänger, Cisticola subruficapilla
- Trauerzistensänger, Cisticola lais
- Lyneszistensänger, Cisticola distinctus
- Uferzistensänger, Cisticola galactotes
- Heuglinzistensänger, Cisticola marginatus
- Küstenzistensänger, Cisticola haematocephalus
- Weißschwanz-Zistensänger[9], Cisticola anderseni[8]
- Äthiopienzistensänger, Cisticola lugubris
- Luapulazistensänger, Cisticola luapula
- Sumpfzistensänger, Cisticola pipiens
- Papyruszistensänger, Cisticola carruthersi
- Vleyzistensänger, Cisticola tinniens
- Amharazistensänger, Cisticola rubustus
- Aberdarezistensänger, Cisticola aberdare
- Strichelzistensänger, Cisticola natalensis
- Rotkopf-Zistensänger, Cisticola ruficeps
- Dorstzistensänger, Cisticola guinea
- Dornbusch-Zistensänger, Cisticola nana
- Kurzflügel-Zistensänger, Cisticola brachypterus
- Rostzistensänger, Cisticola rufus
- Fuchszistensänger, Cisticola troglodytes
- Braunkopf-Zistensänger, Cisticola fulvicapilla
- Taborazistensänger, Cisticola angusticauda
- Schwarzschwanz-Zistensänger, Cisticola melanurus
- Zistensänger, Cisticola juncidis
- Sokotrazistensänger, Cisticola haesitatus
- Madagaskarzistensänger, Cisticola cherina
- Kalaharizistensänger, Cisticola aridulus
- Pinkpink-Zistensänger, Cisticola textrix
- Schwarzrücken-Zistensänger, Cisticola eximius
- Dambozistensänger, Cisticola dambo
- Blasskopf-Zistensänger, Cisticola brunnescens
- Zimtzistensänger, Cisticola cinnamomeus
- Zwergzistensänger, Cisticola ayresii
- Goldkopf-Zistensänger, Cisticola exilis